# Trg kralja Petra Svačića (Zagreb)
Trg kralja Petra Svačića u Zagrebu, nalazi se u sklopu urbanističke cjeline Lenuzzijeve potkove, unutar okvira potkove. U sklopu trga nalazi se i istoimeni park.
U sklopu trga nalaze se vrhunske arhitekturne cjeline poput:
- kuće Slaveks koja se nalazi na broju 13;
- zgrade "Kemikalija" na broju 14.[2]